# Балдасаре Галупи
Балдаса̀ре Галу̀пи (на италиански: Baldassare Galuppi) (Бурано, 18 октомври 1706 – Венеция, 3 януари 1785) е италиански бароков композитор, забележителен с творчеството си за клавесин и с оперите си.

## Биография
Роден е на остров Бурано във Венецианската лагуна, заради което бил наричан „Буране(ле)ца“ (Il Buranello). Дебютът му в операта е La fede nell'incostanza, ossia gli amici rivali (1722), който се оказва зрелищен провал и предизвика освирквания от страна на публиката. Галупи започва да учи музика при Антонио Лоти, а не след дълго – във Флоренция като клавесинист, но впоследствие се завръща във Венеция, за да се заеме с опера. По това време неговата опера серия „Доринда“ (1729) печели признание и това изстрелва нагоре театралната му кариера.
През 1740 става музикален директор на Ospedale dei Mendicanti и работи във венецианската базилика „Сан Марко“ от 1748, започвайки като капелмайстор (най-висшият венециански музикален пост), заемайки го до 1762. Въпреки че по-голямата част от времето си прекарва във Венеция, от 1741 до 1743 работи в Лондон, а от 1765 до 1768 работи за Екатерина Велика в Санкт Петербург.
Неговата първа опера-буфа е L'Arcadia in Brenta (1749). Това е първото му сътрудничество с либретиста Карло Голдони, който е автор на множество опери. Тези творби стават доста популярни, особено Il filosofo di campagna (1754). Либретото на Голдони Il mondo della luna първоначално е взето от Галупи, но по-късно – от много други композитори, като Йозеф Хайдн и Джовани Паизиело. Следващите опери са L'amante di tutte (1760) и I tre amanti ridicoli (1761), написани по либретото на сина на композитора Антонио Галупи, който пише под псевдонима A. Liteo.
През следващите години оперите му понамаляват. Заема се да пише много други творби, като например голям брой сонати за клавесин и няколко оратории. Когато почива във Венеция, Галупи е една от най-добре познатите и почитани фигури сред венециансконо музикално общество. Реквиемната меса меса е отслужена в базиликата „Сан Марко“.

## Творбите му днес
Днес е установено, че две творби, за които се считало, че са написани от Антонио Вивалди, всъщност са сътворени от Галупи – Beatus Vir и Nisi Dominus. Музикологът Джейнис Стокит вярва, че това навярно се отнася и за Dixit Dominus.
Британският пианист Питър Сейвюрайт записва всичките деветдесет клавирни сонати на Галупи в издание от десет компактдиска за компанията The Divine Art.